# Eggdrop
Eggdrop — IRC-бот.
На данный момент Eggdrop является одним из самых популярных IRC-ботов. Многие запущенные IRC-боты (не путать с запускаемыми IRC-операторами сервисами ChanServ и NickServ) реализованы именно на нём.

## История
Написан Robey Pointer, работающим с Jamie Rishaw в декабре 1993, для канала #gayteen сети Efnet. Eggdrop стал заменой cEvin, IRC-боту Jamie, который столкнулся с ограничением своих возможностей ввиду того, что являлся скриптом. Работа над Eggdrop до версии 0.6 велась несколько лет, благодаря чему Eggdrop становится очень продвинутым и многофункциональным IRC-ботом. Написано несколько тысяч скриптов расширяющих его возможности.
Разработкой Eggdrop до версии 1.2 продолжал заниматься Роби Пойнтер, а с версии 1.3 его сменила команда Белдина (Beldin’s development team). Попытка создание этой командой нового поколения Eggdrop2 закончилась неудачей. Eggdrop2 отличался нестабильной работой, пользователи не приняли введённые в него новшества. Активность Белдина завершилась на версии 1.3.23, дальнейшую разработку взяла на себя команда Eggheads, состоящая в основном, из активных пользователей бота. Исходный код выложен в систему управления версиями CVS, разработка Eggdrop этой командой продолжается.
Сейчас существует две ветви развития Eggdrop: стабильная (STABLE) 1.6 — для повседневного использования и экспериментальные 1.7 (DEVELOPMENT). Бот переписан «с нуля», так в него добавлена модульная система с поддержкой различных языков.

## Техническая реализация
Eggdrop полностью написан на Си и позволяет писать на нём собственные модули, увеличивающие функциональность IRC-бота. Помимо этого имеется возможность расширять функциональность бота при помощи скриптов, пишущихся на языке программирования Tcl.

## Поддержка
Официальный IRC канал помощи Eggdrop находится в сети Undernet на канале #eggdrop. Помощь на этом канале осуществляется только на английском языке.
Неофициальные каналы помощи:
В сетях DALnet, IRCnet, WeNet и RusNet поддержка осуществляется на каналах #eggdrop. В QuakeNet поддержка доступна на #eggdrop.support. В IRCNet.Ru, EFnet и freenode на канале #egghelp.
Помощь по языку программирования Tcl и расширениям для Eggdrop в большинстве сетей доступна на канале #tcl.